# Ятрофа куркас
Ятро́фа ку́ркас, или Ятрофа ядови́тая (лат. Jatrópha cúrcas), — растение семейства Молочайные, вид рода Ятрофа, произрастающее в Центральной Америке. Ядовитое растение. Название Jatropha происходит от греческих слов Jatrys — доктор, и tropha — еда.

## Биологическое описание
Кустарник высотой до 5—6 м, с гладкой серой корой, которая источает беловатый млечный сок при разрезании. Листья очередные, овальные, заострённые, в основании сердцевидные, 3—5-дольчатые, 6—40 см длиной и 6—35 см шириной, сидят на черешках 2,5—7,5 см длиной, зелёные или светло-зелёные, блестящие.
Цветки ярко-желтого цвета, чашковидные. Женские собраны в соцветия зонтики. Мужские цветки распускаются по одному. Опыляются медоносными пчелами.

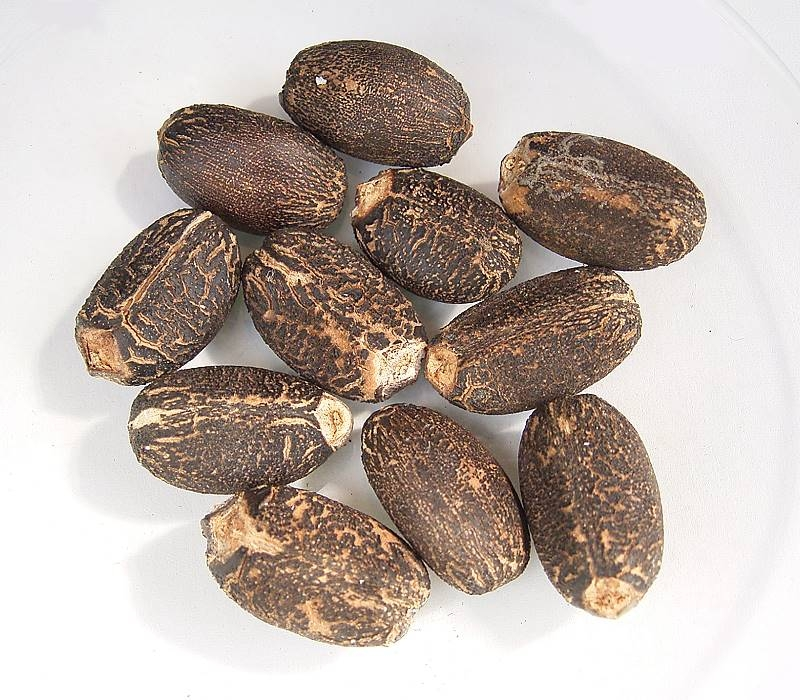
Семена

Плод — трёхстворчатая капсула 2,5—4 см длиной, внутри которой находится три орешка. Семена коричневого цвета, овальной формы, длиной около 1 см. Ятрофа размножается самосевом, поэтому может быть сорняком. В тропиках цветёт практически круглый год, особенно в жаркие месяцы.
Это неприхотливое растение из засушливых районов тропиков и субтропиков, где выпадает всего 250 мм осадков в год (в Праге нaпр.- около 650 мм). Достаточно каменистой или гравийной неплодородной почвы, которая можeт быть засолeной. Хотя чаще всего это происходит на высотах до 500 м и при средней годовой температуре более 20 ° C, оно хорошо растет на больших высотах и может в течение короткого времени выдерживать небольшие морозы. Онo не страдает от болезней или животных вредителей.
Обнаружено, что искусственные насаждения растут быстрее всего при среднем количестве осадков около 600 мм в год и при посадке на высококачественных, богатых питательными веществами и проницаемых почвах вырастают до высоты 10 м, вдвое превышая обычное среднее значение. А большее растение дает больше фруктов.

### Состав
Целые семена с оболочкой содержат масло (около 23—35 %, содержит в основном линолевую кислоту, олеиновую кислоту, пальмитиновую кислоту), белки (13—17 %, включая лектины, такие как курцин I и II и гемагглютинин), 4—11 % углеводов, дитерпеновый эфир, β-ситостерол-β-D-глюкозид, дульцитол.

## Токсичность
Ядовиты все части растения, но особенно — семена. Среди выделенных ядовитых веществ — различные масла, а также фитотоксин курцин, близкий по химическому составу к рицину. Отравление приводит к обезвоживанию организма и смерти в результате сердечно-сосудистой недостаточности.
Симптомы интоксикации: слабительные экстракты семян оказывают ослабляющее действие на сердце в экспериментах на животных, приводят к расслаблению и параличу кишечника, понижают кровяное давление, вызывают полипноэ, а затем апноэ, что приводит к смерти.
Сперва вызывает вздутие живота, рвоту, диарею, головокружение, потерю сознания, коллапс и смерть, особенно у детей.
Обжаренные семена считаются съедобными, поскольку токсины уничтожаются при обжаривании (токсичный токсинбуцин курцин, становится нетоксичным при нагревании выше 50 ° С.).
Воздействие на кожу и слизистые оболочки: На коже и слизистых оболочках молочный сок вызывает воспалительную реакцию.

## Области применения
Ранее широко использовался в народной медицине как слабительное средство. Также при кожных заболеваниях (чесотка, экзема, герпес), в качестве линимента при ревматизме и заражении глистами. В Африке семена используются как яд для крыс.

## Использование
Семена растения содержат 27-40 % масла. Масло после переработки годно для использования в качестве дизельного топлива. Также продукты цветка можно применять для создания инсектицидов и удобрений. 
|                 |  |
| Jatropha curcas |  |

С плантации в один гектар из семян можно извлечь 1,5 тонны топлива в год. Pастения могут расти в местах, непригодных для других видов (сухая и засоленная почва), более того, это непищевое растение, требующее минимального ухода, и для плодов которого нет другого использования.

### Выращивание
Из-за своей сочности Ятрофа куркас способнa пережить продолжительную засуху и почти не поедается животными из-за своего ядовитого сока. В тропических странах это идеальное растение для лесоворазведения на опустыненых землях или для лесоворазведения на пустующих из-за засухи или эрозии почв заброшенных сельскохозяйственных районов. Онa часто используется в качестве защитной изгороди для других культур.
Большой экономический интерес представляeт масло, получаемое из семян. В сыром виде его можно использовать в качестве лампового масла или в качестве топлива для приготовления пищи. Это сырье может быть далее перераработано в мыло или свечи. Оставшийся после отжима жмых является очень хорошим удобрением .
По-прежнему нерешенной проблемой являются токсины, содержащиеся в семенах и полученном масле, поскольку они обладают сильным жгучим вкусом и сильным слабительным действием. Поэтому масло не подходит для потребления в пищу. Попытки удалить токсины с помощью методов, которые практически осуществимы в тропических странах, до сих пор не увенчались успехом. Однако надежда, возлагается на вид ятрофы, обнаруженный в Мексике, (ятрофу пельтату), которая не содержит токсинов или только в крайне низких концентрациях.
В регионах со слабой инфраструктурой выращивание ятрофы может внести положительный экономический и экологический вклад по следующим причинам:
- Поскольку ятрофа также может быть выращена на низкоурожайных почвах, растение не конкурирует непосредственно с угодьями, которые можно использовать для производства продуктов питания. Таким образом, выращивание ятрофы может предоставить фермерам дополнительный источник дохода.

Поскольку масло не пригодно для употребления в пищу, пресловутый конфликт «пищи или топлива» в случае ятрофы не возникает, если она выращена на соответствующих (то есть бросовых) почвах.
- Орехи ятрофы можно хранить в течение длительного периода времени без каких-либо проблем со сроком годности, и их не нужно обрабатывать сразу после сбора урожая (в отличие, например, от пальмового масла).
- Масло ятрофы может использоваться для собственного использования в качестве прямой замены дизельного топлива и использоваться (после простой модификации двигателя) в транспортных средствах и генераторах электроэнергии. Кроме того, его можно использовать для приготовления пищи или в качестве источника энергии для освещения (ламп).
- Масло ятрофы является СО 2 — нейтральным и горит без запаха.
- Растение ятрофа может способствовать восстановлению качества почвы. Жмых, полученный во время отжима масла, также может быть использован в качестве очень эффективного органического удобрения.

Тем не менее, потребление воды является чрезвычайно высоким по сравнению с другими энергетическими
Содержание масла в семенах составляет более 45 %, биодизельное топливо с цетановым числом около 40-50 (биодизельное топливо из рапсового масла составляет около 54) является очень эффективным. Поэтому выращивание особенно полезно не только для натурального хозяйства (добыча нефти для собственных нужд), но и для продажи на международном рынке.